# Wolgaster Anlagen

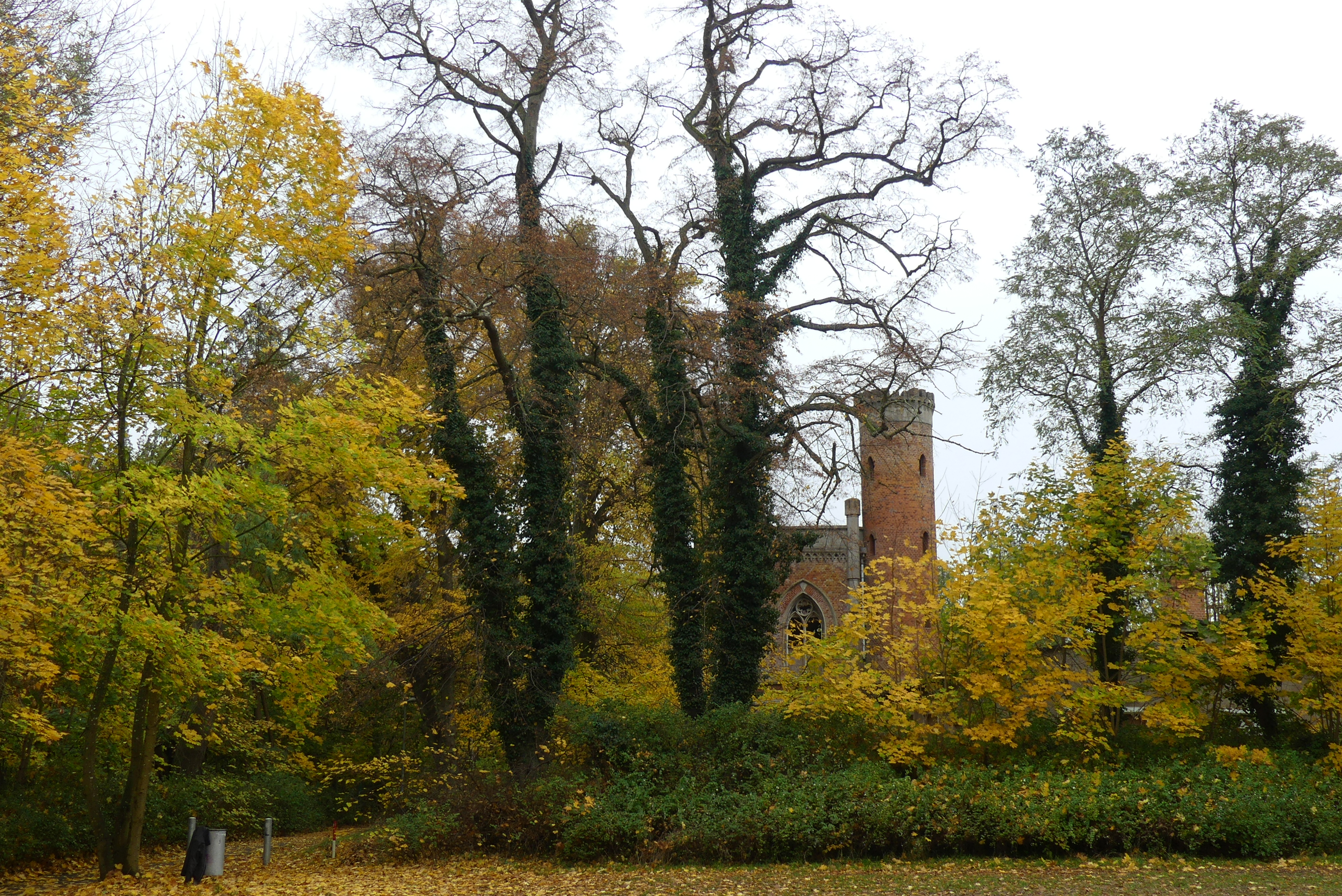
Wolgaster Anlagen mit dem Turm des Belvedere

Die Wolgaster Anlagen, auch Belvedere genannt, sind eine Parkanlage in der Stadt Wolgast im Landkreis Vorpommern-Greifswald in Mecklenburg-Vorpommern. Sie befinden sich auf einer Anhöhe westlich der Bahnhofstraße in der Nähe des Bahnhofs Wolgast.

## Geschichte

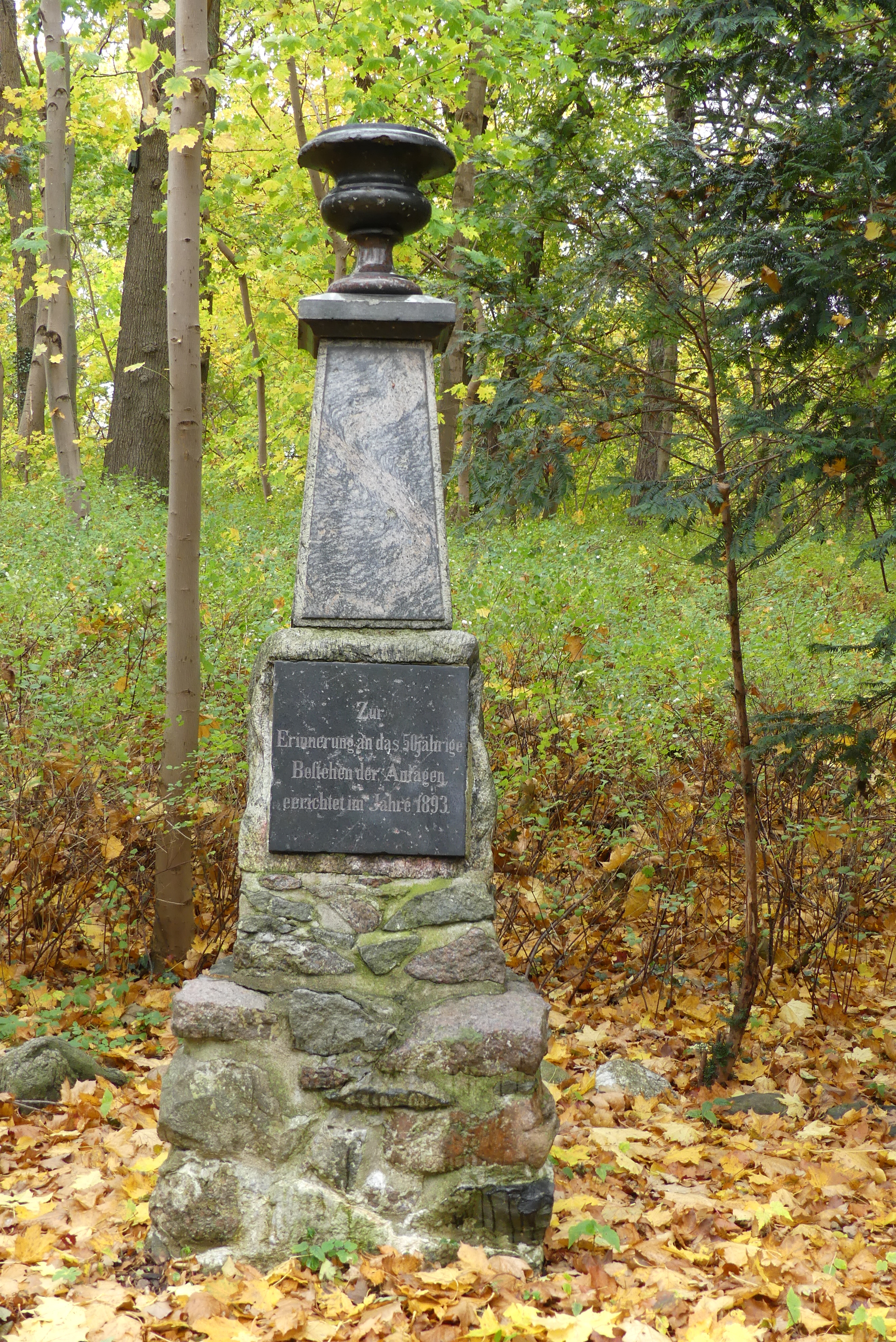
Denkmal 50 Jahre Anlagen

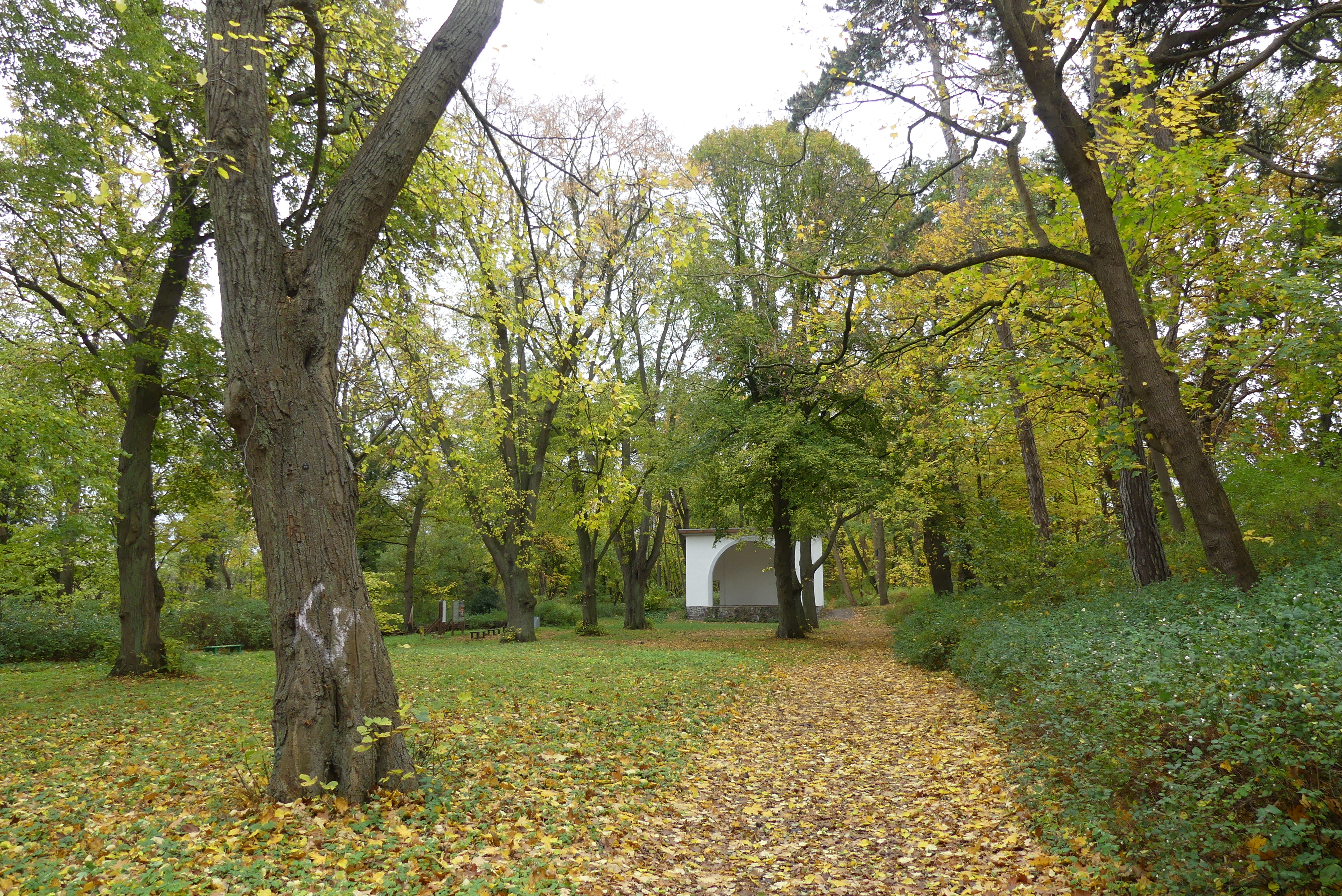
Park mit Konzertbühne

1843 wurde auf Initiative des Wolgaster Syndikus Carl Erich Friedrich Braun, des Kommerzienrates August Wilhelm Homeyer und des Rektors Bromirsky der Wolgaster Verschönerungsverein gegründet. Nachdem die Stadt das Land am damaligen Galgenberg kostenlos zur Verfügung gestellt hatte, wurde 1844 mit der Anpflanzung von Bäumen und Ziersträuchern begonnen.
1868 bewilligte der Verschönerungsverein den Bau einer Konzertbühne, für den die Stadt das benötigte Holz stiftete.
Der Kaufmann und Großunternehmer Heinrich Quistorp ließ 1873 in den Anlagen einen Aussichtsturm errichten. Nachdem Quistorp Konkurs anmelden musste, konnte der Verschönerungsverein erst 1878 mit einem Kredit aus der Neuvorpommerschen Provinzialhilfskasse die Fertigstellung des Turmes vollenden. Zudem wurde ein Saalanbau an der Nordseite errichtet, der 1889 erweitert wurde. Mit den Pachteinnahmen für das auch als Waldschlösschen oder Belvedere bezeichnete Gebäude und den Spenden seiner Mitglieder deckte der Verschönerungsverein Erhalt und allmähliche Erweiterung der Anlagen zum Nelkenberg.
1893 wurde ein Gedenkstein anlässlich des 50-jährigen Bestehens der Anlagen eingeweiht, den der Inhaber der deutsch-schwedischen Granitwerke, Hermann Röhl, stiftete. Im Juni 1922 übernahm die Stadt Wolgast nach der Auflösung des Verschönerungsvereins die Gebäude des Belvedere und die Parkanlage.
Zur 700-Jahr-Feier der Stadt Wolgast wurde 1957 ein Konzertpavillon eingeweiht. Außerdem wurden ein großer Springbrunnen und zwei Sportplätze angelegt. Von 1950 bis 1976 wurde das Belvedere-Gebäude als Sportlerheim genutzt. Wegen drohenden Verfalls wurde das Gebäude in den 1980er Jahren durch die Feierabendbrigade der BSG Motor Wolgast mit Unterstützung der Stadtverwaltung und der Peene-Werft aufwändig saniert. Die Wiedereröffnung erfolgte am 1. Mai 1989.
Nach der Wende in der DDR kam das Belvedere in Privatbesitz und wurde bis 1992 als Gaststätte betrieben, anschließend wurde es bis 2002 an einen Nachtclub-Besitzer verpachtet. Seit 2006 ohne Nutzung, ist das Gebäude dem Verfall preisgegeben. Auch nach einem Eigentümerwechsel 2014 wurden angekündigte Sanierungsmaßnahmen nicht durchgeführt. Die Parkanlage wird seit 2019 durch engagierte Bürger gepflegt.